# Diula
Diula lub Jula – grupa etniczna z rodziny ludów Malinke, zamieszkująca przeważnie na terenach Wybrzeża Kości Słoniowej i Burkina Faso, w mniejszej liczbie w Mali i Ghanie. Posługują się językiem diula z grupy mande. Ich populację szacuje się na 4,8 mln. Większość z nich to muzułmanie, od dawna uważani za handlowców.